# Lasiorhinus krefftii
O vombate-de-nariz-peludo-do-norte (Lasiorhinus krefftii) é uma espécie de marsupial da família Vombatidae. Endêmica da Austrália, atualmente encontra-se restrita a Queensland.